# Saint-Fargeau
Saint-Fargeau település Franciaországban, Yonne megyében. Lakosainak száma 1466 fő (2022. január 1.). Saint-Fargeau Ronchères, Saint-Amand-en-Puisaye, Lavau, Mézilles, Moutiers-en-Puisaye, Saint-Martin-des-Champs, Saint-Privé, Tannerre-en-Puisaye és Villeneuve-les-Genêts községekkel határos.

## Népesség
A település népessége az elmúlt években az alábbi módon változott:
| Lakosok száma | 1695 | 1644 | 1670 | 1589 | 1542 | 1495 | 1482 | 1474 | 1466 |
|               | 2013 | 2015 | 2016 | 2017 | 2018 | 2019 | 2020 | 2021 | 2022 |